# Hnaberd (Ararat)
Hnaberd (in armeno Հնաբերդ?, fino al 1949 Kurbantepe o Toprakkale) è un comune dell'Armenia di 649 abitanti (2008) della provincia di Ararat.